# Dea di Butrinto
La dea di Butrinto è la testa di una scultura rinvenuta nel sito archeologico di Butrinto nel 1928.

## Descrizione
Si tratta di una testa scolpita in marmo che è davvero unica per il suo stato di conservazione, poiché non sono presenti crepe sul viso.
Generalmente ritenuta la statua di una dea a causa dei lineamenti femminili, potrebbe comunque trattarsi di una rappresentazione scultorea di Apollo. Questo frammento farebbe parte della scultura di una figura di 2,5 metri d'altezza.

## Storia

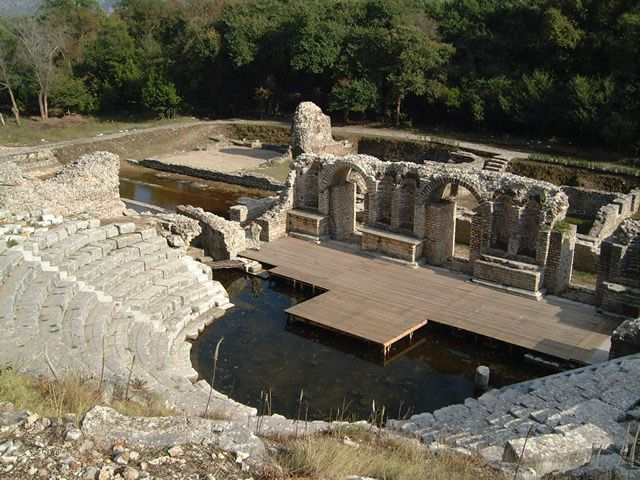
La scultura fu ritrovata nel 1928 nel Teatro di Butrinto nella zona della scena.

Fu scoperta nel 1928 durante gli scavi effettuati nel teatro dalla missione archeologica italiana guidata da Luigi Maria Ugolini a Butrinto. Diverse sculture sono state trovate allineate accanto a un muro. Inizialmente si pensò che l'edificio fosse una basilica. Solo quando apparvero le tribune si capì che si trattava di un teatro.
Nello stesso luogo, e in fila, apparvero anche due statue di guerrieri corazzati e due figure femminili, oltre ai ritratti dell'imperatore romano Augusto, di sua moglie Livia e del suo generale Agrippa.
La testa fu trasferita irregolarmente in Italia e per evitare un conflitto tra i due paesi la si fece passare come un dono dal re Zog I di Albania a Benito Mussolini. Fu restituita all'Albania dal governo italiano nel 1981 ed è esposto al Museo Nazionale di Storia di Tirana.

## Curiosità
Per preservare il frutto degli scavi, è stato realizzato un museo presso il sito archeologico, che dal 1992 è patrimonio dell'umanità dell'UNESCO.
Il sito archeologico di Butrinto si trova a 14 chilometri dalla città di Saranda, dove l'immagine della dea di Butrinto è utilizzata da alcuni alberghi e dalla squadra di calcio della città. Viene utilizzata anche come logo del festival cinematografico Dea Open Air Film Festival.